# Miejski Stadion Lekkoatletyczny w Szczecinie

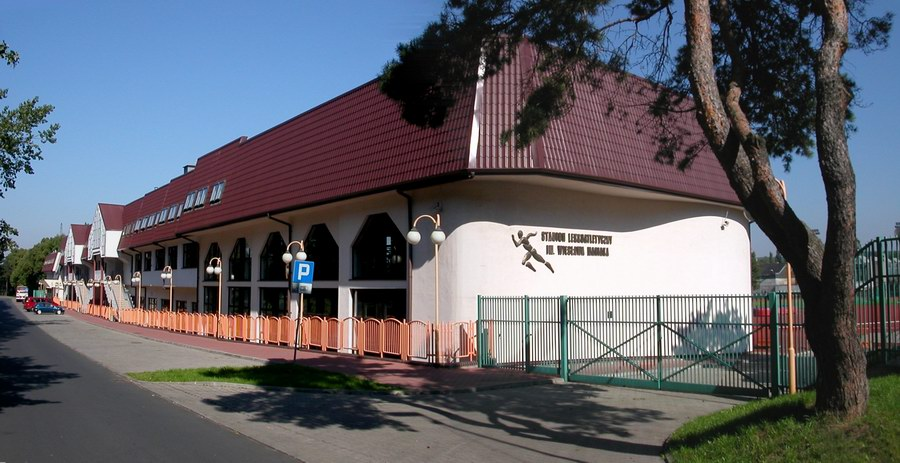
Wejście główne od ul. Litewskiej

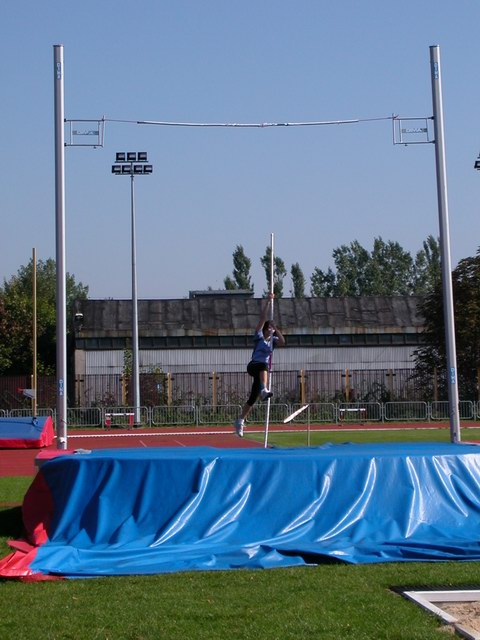
Monika Pyrek podczas treningu na obiekcie

Miejski Stadion Lekkoatletyczny im. Wiesława Maniaka w Szczecinie. Mieści się przy ul. Litewskiej 20, na osiedlu Zawadzkiego-Klonowica (dojazd: autobusami linii nr 53, 60, 75, 80, tramwajami linii nr 1 i 9). Od marca 1998 właścicielem obiektu jest gmina Miasto Szczecin a administruje nim Miejski Ośrodek Sportu, Rekreacji i Rehabilitacji w Szczecinie. 
Powstał na początku XX wieku na ówczesnym Westendzie w ramach tworzonego w tej dzielnicy szczecińskiego kompleksu sportowego. Wykorzystywany był przez klub sportowy SC Preußen Stettin i do 1933 roku nosił nazwę Hans-Peltzer-Kampfbahn (także Hans-Peltzer-Kampfstätte); później zmieniono jego nazwę na Preußen-Sportplatz. 
Po II wojnie światowej służył Wojskowemu Klubowi Sportowemu Wiarus, od lat 70. XX wieku – klubowi sportowemu Budowlani Szczecin. Rada Miasta Szczecina w grudniu 2001 roku podjęła uchwałę o nadaniu stadionowi imienia Wiesława Maniaka, co stało się 20 kwietnia 2002 roku, podczas uroczystego otwarcia obiektu po gruntownej modernizacji. Stadion posiada certyfikat PZLA uprawniający do rozgrywania międzynarodowych zawodów lekkoatletycznych zgodnie z kryteriami IAAF.
Trzykrotnie odbywały się na stadionie Mistrzostwa Polski w lekkoatletyce: w roku 2002, 2008 i 2014 oraz mityngi lekkoatletyczne Pedro's Cup z wieloma wybitnymi  i utytułowanymi lekkoatletami w latach 2008 i 2009.
Od 2011 do 2017 roku na stadionie rozgrywany był lekkoatletyczny memoriał Janusza Kusocińskiego. Od 2018 roku na stadionie rozgrywany jest memoriał Wiesława Maniaka. 
Na obiekt składają się:
- otwarty stadion lekkoatletyczny:
  - 8 torowa bieżnia tartanowa o dł. 400 m z rowem z wodą
  - rzutnie do rzutu oszczepem (2), do rzutu dyskiem i młotem (1), do pchnięcia kulą (2)
  - skocznie do skoku o tyczce (2), skocznie do skoku w dal i trójskoku (2)
  - zadaszone trybuny o pojemności 1638 miejsc
  - sztuczne oświetlenie, nagłośnienie, monitoring
- hala sportowa z nawierzchnią tartanową o powierzchni 1345 m²:
  - 4 torowa bieżnia tartanowa z prostą o długości 100 m
  - skocznia do skoku w dal, trójskoku, zeskok do skoku o tyczce i skoku wzwyż
  - siłownie: lekkoatletyczna i fitnessowa
  - Pokoje mieszkalne, szatnie, gabinety odnowy biologicznej i masażu.

Stadion jest także siedzibą:
- Klubu Sportowego Inwalidów Start Szczecin
- Klubu Sportowego Ironman Szczecin (triatlon)
- Miejskiego Klubu Lekkoatletycznego Szczecin
- Stowarzyszenie Fizjosport "Fizjobiegacze Szczecin"
- Klubu Sportowego Olimpic Szczecin
- szczecińskiego Centrum Sportu, Turystyki i Rekreacji Osób Niepełnosprawnych